# ホセ・フォルガド
ホセ・フォルガド・ブランコ（José Folgado Blanco、1944年4月3日 - 2020年3月23日）は、スペインの実業家・経済学者・政治家。

## 経歴
1944年にサモラ県モラレル・デル・レイに生まれ、1974年にはマドリード自治大学で経済学の博士号を取得した。マドリード自治大学では公共財政や財政システムの教員を務めた。

### 国家公務員
1996年に国民党(PP)が政権を握ると、1996年から2000年まで財務省で予算・経費担当長官を務めた。2000年から2002年まで経済・エネルギー・中小企業担当長官を務めた。2002年から2004年までエネルギー・産業開発・中小企業担当長官を務めた。

### 政治家・実業家
2004年から2008年まで国民党(PP)からサモラ県選挙区選出のスペイン下院議員を務めた。
2007年から2012年までマドリード州のトレス・カントス市長を務めた。2012年から2018年まで、ジョルディ・セビーリャの後任として送電事業者であるレッド・エレクトリカ・デ・エスパーニャの会長を務めた。

### 死去
2014年にはイサベル女王勲章を授与された。
2020年3月23日、新型コロナウイルス感染症で死去した。75歳だった。